# 石田スイ
石田 スイ（いしだ スイ、1986年12月28日 - ）は、日本の男性漫画家。福岡県出身・在住。代表作は『東京喰種トーキョーグール』。

## 来歴
デビュー前は「そとなみ」名義で新都社でWeb漫画を連載していた。
2010年、ヤングジャンプ月例第113回MANGAグランプリにて『東京喰種』が準優秀賞を受賞。同作が2011年3月発売の『ミラクルジャンプ』No.2に掲載され、デビューを果たす。
2011年、『週刊ヤングジャンプ』にて2011年41号より『東京喰種トーキョーグール』を連載開始。同作は2014年42号をもって連載終了。同年46号からは続編『東京喰種トーキョーグール：re』を開始し、2018年31号まで連載した。
2019年、ブロッコリーとの共同プロジェクト『ジャックジャンヌ』を発表。
2021年、ウェブコミック配信サイト『となりのヤングジャンプ』にて5月10日より『超人X』を連載開始。

## 人物
1986年12月28日生まれ。姉と妹がいる。姉は小説家で漫画家の十和田シン。福岡県で生まれたが、父親の転勤で頻繁に引っ越しをしており、徳島県、東京都、神奈川県、佐賀県、幼稚園の頃は台湾にも住んでいた。小学1年生の頃、姉の影響で絵を描き始めた。いつしか漫画に興味を持ち始め、やっとの思いで漫画用具セットを入手し、しばらくそれを使って絵を描いていたが、一度畳に墨をこぼして大変な目に遭い、それ以来使わなくなった。
石田の父親は非常に厳しかったため、家庭内では抑圧を感じていた。中学時代、勉強への意欲を失い、親の支配から逃れるために寮のある高専に進学した。高専時代は学業を放棄し、ゲームやCGの勉強に明け暮れた。卒業後はやりたい仕事に就けず悩んでいたが、父親と口論になった際に、父親に対して「俺はもう死んでいる。」と発言したことでついに父親も折れて就職を強要しなくなった。そのため、漫画家の道を選択した。

## YouTube
2018年に自身のYouTubeチャンネル「石田お寿司🍣チャンネル」を開設した。主に不定期でYouTube Liveにて絵描き配信やゲーム配信をしている他、自身が作画から声優まで務めるショートアニメ「どうぶつラップ」といったコンテンツがある。

## 作品リスト

### 連載
- 東京喰種トーキョーグール（『週刊ヤングジャンプ』2011年41号 - 2014年42号、全14巻）
- 東京喰種トーキョーグール：re（『週刊ヤングジャンプ』2014年46号 - 2018年31号、全16巻）
- 超人X（『となりのヤングジャンプ』2021年5月10日 - 、既刊13巻）

### 読切・短編
- 東京喰種（『ミラクルジャンプ』No.2）
- 東京喰種トーキョーグール［リゼ］（『ミラクルジャンプ』No.6） - 『東京喰種トーキョーグール』の単行本5巻に収録
- 東京喰種トーキョーグール［JACK］（『ジャンプLIVE』2013年＃001 - #006） - 電子書籍
- 東京喰種トーキョーグール［JOKER］（『週刊少年ジャンプ』2014年31号） - 『東京喰種トーキョーグール：re』の単行本3巻に収録
- 無題[12]（『少年ジャンプ+』2016年6月9日公開） - 『HUNTER×HUNTER』のヒソカを主人公としたネーム作品
- 『ジャックジャンヌ』を題材とした読み切りシリーズ[13]
  - PUPPET（『となりのヤングジャンプ』2022年7月22日公開[14]） - 『ジャックジャンヌ FOLIAGE〜アンバー・オニキス〜』収録[15]。
  - PARSLEY（『となりのヤングジャンプ』2024年12月4日公開[16]） - 『ジャックジャンヌ FOLIAGE〜アンバー・オニキス〜』収録[15]。
  - PECKER（『ジャックジャンヌ FOLIAGE〜アンバー・オニキス〜』描きおろし、2025年[15]）
  - DUCKWEED（『ウルトラジャンプ』2025年5月号[13]、2025年6月号[17]） - 前後編[13][17]

### 原作・イラスト
- 東京喰種トーキョーグール［日々］（2013年7月) - 小説：十和田シン
- 東京喰種トーキョーグール［空白］（2014年6月)  - 小説：十和田シン
- 東京喰種トーキョーグール［昔日］（『ミラクルジャンプ』2014年7月号 - 11月号、2014年12月） - 小説：十和田シン
- 東京喰種トーキョーグール：re［quest］（2016年12月)  - 小説：十和田シン

### イラスト集・資料集
- 東京喰種トーキョーグール［zakki］（2014年10月）
- 東京喰種トーキョーグール［zakki:re］（2019年3月）
- ジャックジャンヌ Complete Collection -sui ishida works-（2021年4月）

### ゲーム
- ジャックジャンヌ（2020年、原作・キャラクターデザイン・シナリオ）
- 東京喰種トーキョーグール JAIL

### アルバムジャケット
- MIYAVI　『NO SLEEP TILL TOKYO』
- TK from 凛として時雨　『彩脳』[18]

### その他
- THE PENISMAN - 週間ヤングVIPにて公開(現在閲覧不可能)
- 学習まんが 日本の歴史 第10巻(全面新版) - 表紙絵（2016年10月28日）
- 戯曲 ミュージカル『刀剣乱舞』 - カバー絵（2019年7月18日 - 2021年4月19日）
- ドラマ『ムーンナイト』 - 描き下ろしイラスト（2022年4月[19]）
- TK from 凛として時雨　「彩脳 -Sui Side-」 - 作詞[18]
- LIAR 鐘の鳴る夜は真実を隠す（著：田中佳祐、2024年4月18日発売[20]） - 挿画[20]

## 関連人物
- 原泰久 - 連載を持つ前にアシスタントを経験した[10]。
- 十和田シン - 実姉[9]。ジャックジャンヌのシナリオを石田と共同制作、東京喰種、ジャックジャンヌのノベライズなどを行った。